# 羽越豪雨
羽越豪雨（うえつごうう）とは、1967年（昭和42年）8月26日から8月29日にかけて発生した集中豪雨である。羽越水害とも呼ばれるほか、被災地域では8・28水害など日付を冠して呼ばれることもある。
「羽越」という名称が付けられた通り、主に山形県と新潟県下越地方を中心に被害が発生。死者104名を出す大きな被害をもたらし、激甚災害に指定された。この災害を契機に荒川、胎内川、最上川などの治水計画が見直されるきっかけとなった。

## 気象概況
8月26日頃の気圧配置は、日本海から東西に延びる前線が東北地方の南部から石川県能登半島北部に停滞していた。すなわち集中豪雨をひき起こしやすい梅雨末期の状況であったが、ここに南から暖かく湿った空気が前線に流れ込み、結果として前線を刺激して豪雨を降らせることになった。
特に山形県南部から新潟県北部にかけての地域、飯豊山系を中心に記録的な豪雨が降り注ぎ、この地域を水源とする最上川、三面川（みおもてがわ）、荒川、胎内川、加治川に過去最悪の水害をもたらすことになった。

### 各地の降水量
| 観測地点       | 所在地                              | 観測時間 | 降水量 (mm) |
| -------------- | ----------------------------------- | -------- | ----------- |
| 関川           | 新潟県岩船郡関川村                  | 30時間   | 700         |
| 胎内第一ダム   | 新潟県北蒲原郡黒川村 （現・胎内市） | 24時間   | 645         |
| 胎内第一発電所 | 新潟県北蒲原郡黒川村                | 24時間   | 542         |
| 小国           | 山形県西置賜郡小国町                | 24時間   | 532         |
| 加治川ダム     | 新潟県新発田市                      | 24時間   | 496         |
| 三面ダム       | 新潟県村上市                        | 2日間    | 391         |
| 赤谷           | 新潟県新発田市                      | 24時間   | 355         |
| 二王子岳       | 新潟県新発田市                      | 24時間   | 337         |

## 被害
この豪雨による被害は、新潟県・山形県において当時戦後最悪となる被害であった。しかし、被害の全容については報告されているものに多少のばらつきが見られている。気象庁は自治省消防庁が発表した消防白書に基づく被害内容を採用している。
- 消防白書発表：死者83名、行方不明者55名、住宅全壊449棟、住宅半壊408棟。
- 新潟県発表：死者96名、行方不明者38名、住宅全壊1,080棟、住宅半壊2,067棟、床上浸水16,422棟、床下浸水45,066棟。
- NHK資料：死者146名、全半壊2,594戸、床上・床下浸水69,424戸。

この他各報告により被害状況が食い違っているのが現状である。ここでは新潟県と山形県の最新情報を合算した形での被害状況を掲載する。

### 新潟県
被害の大部分は新潟県下越地方である村上市、新発田市、岩船郡、北蒲原郡などに集中した。また前年の1966年（昭和41年）7月17日にも集中豪雨（下越水害）があって被害が復旧しきれていない段階で再度集中豪雨が降り注いだことにより、被害がさらに拡大した。
特に被害が甚大だったのは荒川流域である。この地域では岩船郡関川村で降水量が30時間で約700ミリという猛烈な豪雨となった。このため村内を流れる荒川とその支流である大石川が氾濫（はんらん）して堤防が各地で決壊。町内は泥水と上流から流れてきた岩石によって埋め尽くされた。これにより関川村内だけで死者34名、家屋の全半壊371棟となり、被害総額は177億円と当時の村予算（約3億円）の60倍となる莫大なものであった。また荒川に建設された荒川水力電気の岩船発電所も、豪雨による浸水で発電設備などが損傷する被害を受けた。ただし取水口である岩船ダム自体には重大な影響はなかった。
胎内川流域では上流の新潟県企業局・胎内第一ダムで一日総降水量が645ミリ、同胎内第一発電所で542ミリを記録。北蒲原郡中条町と黒川村（いずれも現在の胎内市）では胎内川中流部の赤川と下流部の熱田坂で堤防が決壊、家屋の浸水が2,170戸、農地などの浸水が2,330ヘクタールに及んだ。また三面川流域では上流部で二日間に391.5ミリの豪雨を記録、下流の村上市では浸水被害は拡大。加治川流域では東北電力・加治川ダムで一日に496ミリを記録したのを始め各所で300ミリ以上の豪雨を記録。
これにより前年の集中豪雨で決壊した新発田市西名柄地区と加治川村（現在の新発田市）向中条で堤防が再度決壊し、
支流の姫田川や坂井川も決壊して新発田市は二年連続で大きな被害を受けた。
笹神村の村杉温泉では休暇中であった地元選出の参議院議員佐藤芳男が地滑りに巻き込まれて死去している。阿賀野川水系では福島潟が増水して周辺の地域に浸水被害を出し、佐渡では国府川が決壊して浸水被害を与えた。
下越地方では主要な河川である阿賀野川、加治川、胎内川、荒川、三面川の全てが氾濫し周辺の地域は浸水したが、その範囲は三面川南岸から阿賀野川北岸の低地一帯の大半を巻き込み、この地域はさながら新たな湖が誕生したかの様態であった。このため主要な交通機関である国道7号、国道49号、国道113号や国鉄羽越本線、米坂線が浸水やがけ崩れによって寸断され、米坂線は復旧まで89日間を費やすなど地域の交通インフラが大きなダメージを受けた。新潟県の被害総額は現在の貨幣価値に換算すれば約3,338億円という極めて莫大な損害額であった。

### 山形県
山形県では特に県南部の置賜地域に被害が集中した。県内の被害は死者8人、負傷者137人、家屋損壊167戸、床上浸水10,818戸、床下浸水11,016戸、農地浸水面積13,180ヘクタールであり、被害総額は推定で226億3,800万円であった。これは現在の貨幣価値に換算するとおよそ661億1,000万円という莫大な損害である。
特に被害が大きかった西置賜郡小国町では荒川やその支流である横川が氾濫し町内に浸水被害をもたらしたほか、山間部ではがけ崩れや土石流などの土砂災害が多発した。このため町内の越戸地区では集落の4世帯18名すべてが復旧を諦めて集団離村するなどの影響が出た。また当時東芝電興が所有していた赤芝発電所が濁流によって浸水し発電設備が損傷する被害を受け、小国町の主要産業である東芝電興小国製造所（現在はコバレントマテリアル所有）の操業にも影響を与えた。小国町での被災総額は約78億円と、村予算の20年分が一夜にして吹き飛んだ計算となる。
また最上川水系では置賜白川や置賜野川、寒河江川などが氾濫。これらが合流した最上川も白鷹町で堤防を洪水が越流し、米沢市、長井市などの置賜地方だけではなく寒河江市などの村山地方でも浸水被害が発生した。特に置賜地方では土石流や流倒木が下流に押し寄せて橋梁の流失などが相次ぎ、被害を拡大させた。

## 対策
この豪雨は従来から続けられてきた治水対策を根本から覆す洪水をひき起こした。通常過去最悪の洪水を基準として計画高水流量が定められるが、羽越豪雨ではほぼ全ての河川においてその計画高水流量を突破する洪水を記録した。これは上流に降った雨が記録的な豪雨であったことによるが、河川を管理する建設省（現在の国土交通省）や新潟県、山形県は治水対策を根本から見直さざるを得なくなった。これにより堤防の強化や延長、川幅の拡張、流水通過の阻害要因になる橋梁などの改修などさまざまな対策に着手することになったが、最も重点的に行ったのは上流部の洪水を制御するためのダム建設であった。

### 建設省
まず最大の被災地となった荒川水系については、当初二級河川であった河川等級を翌1968年（昭和43年）に一級河川に昇格させた。そして荒川水系工事実施基本計画を策定して国直轄の治水対策を盛り込んだが、この際荒川水系に二箇所の多目的ダムを建設する計画を立てた。荒川本流は戦後の1952年（昭和27年）に荒川第一ダムと荒川第二ダムを建設して洪水調節を行う計画があったが、赤芝発電所の水利権獲得が先に行われており仮に計画を進めると赤芝ダムを水没させることから、結局計画を断念した経緯があった。その後も岩船ダムが完成したこともあり、荒川本流にはダム建設の有力地点が存在しなかった。このため支流の大石川と横川にダムを建設する計画をまとめ、1979年（昭和54年）に大石ダム（大石川）を、2008年（平成20年）には横川ダム（横川）を完成させた。大石ダム完成以降荒川においては死者を伴う水害は発生していない。
最上川水系については既に1965年（昭和40年）に一級河川の指定を受けており、治水事業の基本計画である最上川水系工事実施基本計画も同年策定されていた。だが羽越豪雨の被害を受け1974年（昭和49年）に計画の改訂が行われ、荒川と同様に多目的ダムによる治水対策を行う方針とした。既に最上川水系は1950年（昭和25年）の国土総合開発法制定により最上特定地域総合開発計画の指定を受け、県北部での河川改修とダム建設が行われていたが今回は最上川上流域である県南部の河川改修が主体となった。最上川本流もダム建設の適地がないことから本流には大久保遊水地を、支流で被害の大きかった置賜白川、置賜野川、寒河江川の三河川には多目的ダムを建設する方針とした。これにより1981年（昭和56年）に白川ダム（置賜白川）、1990年（平成2年）に寒河江ダム（寒河江川）、1997年（平成9年）には大久保遊水地が完成。最後に残った長井ダム（置賜野川）は2011年（平成23年）に完成した。
この河川整備により、1997年に最上川流域を襲った集中豪雨では羽越豪雨と同程度の豪雨が降り注いだにもかかわらず、家屋の浸水67戸と被害を最小限に抑制することができ、治水対策が有効に機能している。なお白川ダムでは当時反対運動が強かったが、羽越豪雨を機に水没予定地の住民との補償が急転直下でまとまっている。それだけ豪雨災害の影響が強かったことを物語っている。

### 新潟県・山形県
新潟県では管轄下の二級河川である三面川、胎内川、加治川で多目的ダム・治水ダムの計画を立てた。三面川には1953年（昭和28年）に県内初の多目的ダムである三面ダムを完成させていたが、羽越豪雨を受けて三面ダム上流に大規模な治水ダム計画を立案。これが奥三面ダムであるがその後1976年（昭和51年）に多目的ダムに規模を拡大し、県内最大級のダムとして2001年（平成13年）に完成させた。支流の高根川にも高根川ダムを建設する計画があったがこれは立ち消えになっている。胎内川については1976年（昭和51年）に胎内川ダムを完成させ、現在上流部に奥胎内ダムを建設中である。
加治川では本流に日本最大級の治水ダムである加治川治水ダムを1974年（昭和49年）に完成させたほか、支流の内の倉川に農林省（現在の農林水産省）が建設していた農業用ダムに治水事業者として参加、1972年（昭和47年）に内の倉ダムを完成させている。また福島潟については福島潟放水路を建設して福島潟の内水排除を行い、直接日本海へと放流させる対策を採った。
こうした河川改修の効果は2004年（平成16年）の新潟・福島豪雨において表れ、信濃川水系での浸水被害が顕著であったのに対して上記四河川では目だった浸水被害を受けなかった。山形県も鬼面川流域に綱木川ダム（綱木川）を2006年（平成18年）に完成させて治水対策を強化している。
新潟・山形両県は羽越豪雨の記憶を風化させないために被災40年目の2007年（平成19年）に羽越豪雨関連の行事を多数行い、豪雨被害を県民に周知させる対策を行った。
関川村で1988年（昭和63年）より毎年行われている「えちごせきかわ大したもん蛇まつり」は、羽越豪雨の襲来日に合わせて行われ、水害の記憶を後世に残すために行われている。神輿となる大蛇は普段大石ダムに格納されているが、その全長は82.8メートルと、豪雨発生日にちなむ数字となっている。それだけ関川村にとって羽越豪雨は忘れられない悲惨な記憶となっているのである。平成28年度手づくり郷土賞受賞。

## 救援
- 自衛隊は第6師団、第12師団が山形県、新潟県内各地に出動。疲弊した地域から歓迎を受けたが、一方で第12師団の仮設電話線が何者かに切断される嫌がらせも受けていた[6]。